# Cyphon primitus
Cyphon primitus es una especie de coleóptero de la familia Scirtidae.

## Distribución geográfica
Habita en las Islas del Océano Índico.